# Solfara Cozzo Disi
La solfara Cozzo di Disi o Cozzo Disi  o miniera Cozzo Disi è una miniera di zolfo sita in provincia di Agrigento, nel comune di Casteltermini, vicino alla strada statale 189 della Valle del Platani (SS 189).
La miniera sorse in località Monte Lungo (Montelongo) nei terreni del feudo Chipirdia, dei fratelli Gaetani Bastiglia, prima del 1839; scoperto il grande giacimento di minerale, venne data in gestione a gabella ai fratelli Pace.
La Cozzo Disi fu una delle miniere di zolfo più grandi d’Europa, ed è stata l'ultima delle zolfare siciliane ad essere chiusa nel 1988 a seguito della legge regionale n. 34 del 1988. Essa è stata manutenuta fino al 1992, con la presenza di personale regionale. La Regione Siciliana, infatti, con la legge regionale n. 17 del 15 maggio 1991, ha legiferato la costituzione della “miniera-museo Cozzo Disi”; la solfara è considerata un esempio di archeologia industriale, rappresentativa dell’epopea zolfifera siciliana.

## Incidenti
Il 4 luglio 1916 ebbe luogo nelle miniere Cozzo Disi e Serralonga, poste tra loro in collegamento, uno dei più gravi disastri sul lavoro dell'intera storia mineraria italiana. Infatti, nel crollo di alcune gallerie e a causa delle emissioni di idrogeno solforato persero la vita 89 solfatari. Le cause del grave incidente restano incerte anche se oscillano intorno ad un'ipotesi principale: essa ammette una natura colposa nel disastro, che sarebbe stato provocato dal crollo di una parte della miniera dovuto al mancato riempimento con materiale sterile dei vuoti provocati dall'estrazione del minerale.
Questo è stato il secondo maggior disastro minerario italiano dopo quello della miniera di carbone di Arsa-Albona a Pola in Istria del 1940, dove vi furono 185 vittime.